# Чжан Лу (тайконавт)
Чжан Лу (кит. упр. 张陆, пиньинь Zhāng Lù; род. ноябрь 1976, Ханьшоу, Хунань) — китайский тайконавт (космонавт).

## Биография
Чжан Лу родился в ноябре 1976 года в уезде Ханьчжоу провинции Хунань. После окончания средней школы в 1996 он поступил на воинскую службу. В 2000 окончив академию ВВС Чжан Лу стал пилотом штурмовика. В мае 2010 года он был отобран во вторую группу астронавтов отряда астронавтов НОАК. В начале 2022 Чжан Лу был в составе дублирующего экипажа космического корабля «Шэньчжоу-14».
28 ноября 2022 года на пресс-конференции был объявлен экипаж пилотируемой миссии «Шэньчжоу-15» (4-я основная экспедиция к космической станции Тяньгун): Фэй Цзюньлун (командир корабля), Дэн Цинмин и Чжан Лу. «Шэньчжоу-15» был запущен в 23:08 по пекинскому времени 29 ноября.
Статистика
| # | Стартовый корабль | Старт, UTC            | Экспедиция  | Корабль посадки | Посадка, UTC | Налёт               | Выходы в открытый космос | Время в открытом космосе |
| - | ----------------- | --------------------- | ----------- | --------------- | ------------ | ------------------- | ------------------------ | ------------------------ |
| 1 | Шэньчжоу-15       | 29.11.2022, 15:08 UTC | Тяньгун (4) | Шэньчжоу-15     |              | 186дн. 7час. 24мин. | 1                        | ~7 часов                 |